# Bohemannia ussuriella
Bohemannia ussuriella là một loài bướm đêm thuộc họ Nepticulidae. Nó được miêu tả bởi R.K. Puplesis năm 1984. Loài này có ở vùng Viễn Đông Nga và Nhật Bản.